# 2019-es közel-keleti TCR-szezon
A 2019-es közel-keleti TCR-szezon a közel-keleti TCR-bajnokság harmadik évada volt. A bajnokság január 25-én vette kezdetét Dubajban és szintén a Dubaji aszfaltcsíkon ért véget február 8-án. A versenyhétvégék két sprint és egy  úgynevezett endurance futamból álltak. A szezont egyéniben René Münnich nyerte, míg csapatok között szintén Münnich csapata, az ALL-INKL.com Münnich Motorsport végzett az első helyen.

## Csapatok és versenyzők
| Csapat                          | Autó                    | #                      | Versenyző      | Versenyek | Váltó típusa |
| ------------------------------- | ----------------------- | ---------------------- | -------------- | --------- | ------------ |
| Zengő Motorsport                | Cupra León TCR          | 8                      | Zengő Zoltán   | Összes    | DSG          |
| Zengő Motorsport                | Cupra León TCR          | 8                      | Tóth Csaba     | 3, 6, 9   | DSG          |
| Zengő Motorsport                | Cupra León TCR          | 10                     | Tóth Csaba     | 3, 6, 9   | DSG          |
| Zengő Motorsport                | Cupra León TCR          | Tenke Tamás            | 4–8            |           | DSG          |
| Zengő Motorsport                | Cupra León TCR          | Horváth Tamás          | 9              |           | DSG          |
| Zengő Motorsport                | Cupra León TCR          | Kismarty-Lechner Gábor | 9              |           | DSG          |
| J W BIRD Motorsport             | Volkswagen Golf GTI TCR | 21                     | Paul Dehadray  | 4–6       | SEQ          |
| J W BIRD Motorsport             | Volkswagen Golf GTI TCR | 21                     | Kieran Griffin | 4–6       | SEQ          |
| ALL-INKL.COM Münnich Motorsport | Honda Civic Type R TCR  | 77                     | René Münnich   | Összes    | SEQ          |
| ALL-INKL.COM Münnich Motorsport | Honda Civic Type R TCR  | 77                     | Luc Breukers   | 3, 6, 9   | SEQ          |
| Red Camel-Jordans.nl            | Cupra León TCR          | 101                    | Luc Breukers   | Összes    | DSG          |
| Red Camel-Jordans.nl            | Cupra León TCR          | 101                    | Yusif Bassil   | 3, 9      | DSG          |
| Red Camel-Jordans.nl            | Cupra León TCR          | 101                    | Ivo Breukers   | 6, 9      | DSG          |
| Forrás:                         |                         |                        |                |           |              |

## Versenynaptár
A 2019-es programot 2018. augusztus 8-án jelentették be, ebben a szezonban három versenyhétvégére látogat el a mezőny.
| Verseny | Verseny | Pálya                         | Pályarajz | Dátum         | Fő esemény                                             |
| ------- | ------- | ----------------------------- | --------- | ------------- | ------------------------------------------------------ |
| 1       | 1       | Dubai Autodrome, Dubaj        | Dubai     | január 25–26. | 24 órás közel-keleti széria NGK UAE túraautó-bajnokság |
| 1       | 2       | Dubai Autodrome, Dubaj        | Dubai     | január 25–26. | 24 órás közel-keleti széria NGK UAE túraautó-bajnokság |
| 1       | 3       | Dubai Autodrome, Dubaj        | Dubai     | január 25–26. | 24 órás közel-keleti széria NGK UAE túraautó-bajnokság |
| 2       | 4       | Yas Marina Circuit, Abu-Dzabi | Abu-Dzabi | február 2.    | 24 órás közel-keleti széria                            |
| 2       | 5       | Yas Marina Circuit, Abu-Dzabi | Abu-Dzabi | február 2.    | 24 órás közel-keleti széria                            |
| 2       | 6       | Yas Marina Circuit, Abu-Dzabi | Abu-Dzabi | február 2.    | 24 órás közel-keleti széria                            |
| 3       | 7       | Dubai Autodrome, Dubaj        | Dubai     | február 7–8.  | 24 órás közel-keleti széria                            |
| 3       | 8       | Dubai Autodrome, Dubaj        | Dubai     | február 7–8.  | 24 órás közel-keleti széria                            |
| 3       | 9       | Dubai Autodrome, Dubaj        | Dubai     | február 7–8.  | 24 órás közel-keleti széria                            |
| Forrás: |         |                               |           |               |                                                        |

## Eredmények
| Verseny | Helyszín          | Pole-pozíció              | Leggyorsabb kör           | Győztes verrsenyző                    | Győztes csapat                  | Győztes márka          |
| ------- | ----------------- | ------------------------- | ------------------------- | ------------------------------------- | ------------------------------- | ---------------------- |
| 1       | Dubaji nagydíj    | René Münnich              | René Münnich              | René Münnich                          | ALL-INKL.COM Münnich Motorsport | Honda Civic Type R TCR |
| 2       | Dubaji nagydíj    |                           | René Münnich              | René Münnich                          | ALL-INKL.COM Münnich Motorsport | Honda Civic Type R TCR |
| 3       | Dubaji nagydíj    | Luc Breukers René Münnich | Luc Breukers René Münnich | Zengő Zoltán Tóth Csaba               | Zengő Motorsport                | Cupra León TCR         |
| 4       | Abu-dzabi nagydíj | René Münnich              | René Münnich              | René Münnich                          | ALL-INKL.COM Münnich Motorsport | Honda Civic Type R TCR |
| 5       | Abu-dzabi nagydíj |                           | René Münnich              | René Münnich                          | ALL-INKL.COM Münnich Motorsport | Honda Civic Type R TCR |
| 6       | Abu-dzabi nagydíj | Luc Breukers René Münnich | Luc Breukers René Münnich | Ivo Breukers Luc Breukers             | Red Camel-Jordans.nl            | Cupra León TCR         |
| 7       | Dubaji nagydíj    | René Münnich              | René Münnich              | René Münnich                          | ALL-INKL.COM Münnich Motorsport | Honda Civic Type R TCR |
| 8       | Dubaji nagydíj    |                           | René Münnich              | René Münnich                          | ALL-INKL.COM Münnich Motorsport | Honda Civic Type R TCR |
| 9       | Dubaji nagydíj    | Luc Breukers René Münnich | Luc Breukers René Münnich | Ivo Breuker Luc Breukers Yusif Bassil | Red Camel-Jordans.nl            | Cupra León TCR         |

### Versenyzők bajnoksága
| Helyezés | Versenyző                            | DUB | DUB | DUB | ABU | ABU | ABU | DUB | DUB | DUB | Pont |
| -------- | ------------------------------------ | --- | --- | --- | --- | --- | --- | --- | --- | --- | ---- |
| 1        | René Münnich                         | 1   | 1   | 3   | 1   | 1   | 5   | 1   | 1   | Ki  | 195  |
| 2        | Luc Breukers                         | 2   | 2   | 2   | 2   | 2   | 1   | 2   | 2   | 1   | 150  |
| 3        | Zengő Zoltán                         | 3   | 3   | 1   | 5†4 | Ni  | 4   | 34  | 3   | 3   | 107  |
| 4        | Tenke Tamás                          |     |     |     | 4†3 | 4†  | 4   | 4†3 | Kiz |     | 52   |
| 5        | Tóth Csaba                           |     |     | 1   |     |     | 3   |     |     | 3   | 30   |
| 6        | Kieran Griffin Paul Dehadray         |     |     |     | 35  | 3   | 2   |     |     |     | 26   |
| 7        | Ivo Breukers                         |     |     |     |     |     | 1   |     |     | 1   | 20   |
| 8        | Yusif Bassil                         |     |     | 2   |     |     |     |     |     | 1   | 20   |
| 9        | Horváth Tamás Kismarty-Lechner Gábor |     |     |     |     |     |     |     |     | 2   | 10   |
| Helyezés | Versenyző                            | DUB | DUB | DUB | ABU | ABU | ABU | DUB | DUB | DUB | Pont |

### Csapatok bajnoksága
| Helyezés | Versenyző                       | DUB | DUB | DUB | ABU | ABU | ABU | DUB | DUB | DUB | Pont |
| -------- | ------------------------------- | --- | --- | --- | --- | --- | --- | --- | --- | --- | ---- |
| 1        | ALL-INKL.com Münnich Motorsport | 1   | 1   | 3   | 1   | 1   | 5   | 1   | 1   | Ki  | 175  |
| 2        | Red Camel-Jordans.nl            | 2   | 2   | 2   | 2   | 2   | 1   | 2   | 2   | 1   | 150  |
| 3        | Zengő Motorsport #8             | 3   | 3   | 1   | 4†3 | 4   | 4   | 34  | 3   | 3   | 122  |
| 4        | Zengő Motorsport #10            |     |     |     | 5†4 | Ni  | 3   | 4†  | Kiz | 2   | 47   |
| 5        | J W Bird Motorsport             |     |     |     | 35  | 3   | 2   |     |     |     | 41   |
| Helyezés | Csapat                          | DUB | DUB | DUB | ABU | ABU | ABU | DUB | DUB | DUB | Pont |

## Külső hivatkozások
- A TCR Közel-Keleti széria honlapja